# ルキウス・ウォルカキウス・トゥッルス (紀元前33年の執政官)
ルキウス・ウォルカキウス・トゥッルス（ラテン語: Lucius Volcacius Tullus、生没年不明）は紀元前1世紀中期・後期の共和政ローマの政治家・軍人。紀元前33年に執政官（コンスル）を務めた。

## 出自
トゥッルスは無名のプレブス（平民）であるウォルカキウス氏族の出身である。この氏族は紀元前100年頃から記録に登場してくる。ノーメン（氏族名）は、ウォルカティウス（Volcatius）と書かれることもある。トゥッルスの父ルキウスはノウス・ホモ（父祖に高位官職者をもたない新人）であったが、紀元前66年に氏族として最初の執政官でに就任した。
ガリア戦争でカエサルのレガトゥス（副司令官）を務めたガイウス・ウォルカキウス・トゥッルスは弟であるという説と、従兄弟であるという説がある。

## 経歴
トゥッルスの若い頃については何もわかっていない。現存する資料での最初の記録は、彼がプラエトル（おそらくプラエトル・ウルバヌス、首都担当法務官）をつ務めていた紀元前46年のものである。プブリス・コルネリウスという人物が、エクィテスであるルキウス・ティトウス・ストラボから借金をしおり裁判となったが、トゥッルスはこれをローマの法廷からガリアへと移している。ストラボはキケロの友人であり、そのおかげでこの出来事が分かっている。
法務官任期完了後の紀元前45年から紀元前44年まで、トゥッルスはプロプラエトル（前法務官）権限で、シリア属州の総督となった（隣のキリキア属州との説もある）。この頃シリアでは、クィントウス・カエキリウス・バッススが反乱し、カエサル派のガイウス・アンティスティウス・ウェトゥスと戦っていた。ウェトゥスはアパメイアでバッススを包囲することに成功するが、パルティアとアラブがバッススの援軍にかけつけ、ウェトスは大損害を被って撤退した。キケロによれば、ウェトゥスはこの敗北に関して、トゥッルスが全く援軍を送らなかったと非難している。
トゥッルスに関する次の記録は、紀元前33年に執政官に就任したときのものである。同僚執政官はオクタウィアヌスであったが。オクタウィアヌスは1日だけで辞任し、代わってルキウス・アウトロニウス・パエトゥスが補充執政官となった。執政官としてのトゥッルスの業績は不明であり、4月末で離職して5月1日にはガイウス・フォンテイウス・カピトが補充執政官に就任した。パエトゥスも同時に離任し、ルキウス・フラウィウスが補充執政官となった。
これ以降、トゥッルスに関する記録はない。

## 家族
詩人セクストゥス・プロペルティウスの友人トゥッルスは甥である可能性がある。

## 参考資料

### 古代の資料
- マルクス・トゥッリウス・キケロ『友人宛書簡集』
- マルクス・トゥッリウス・キケロ『アッティクス宛書簡集』

### 研究書
- Broughton R. Magistrates of the Roman Republic. - New York, 1952. - Vol. II. - P. 558.
- Münzer F. Volcacius // Paulys Realencyclopädie der classischen Altertumswissenschaft . - 1961. - Bd. II, 17. - Kol. 741.
- Münzer F. Volcacius 7 // Paulys Realencyclopädie der classischen Altertumswissenschaft . - 1961. - Bd. II, 17. - Kol. 754.
- Münzer F. Volcacius 9 // Paulys Realencyclopädie der classischen Altertumswissenschaft . - 1961. - Bd. II, 17. - Kol. 756-757.